# 아오야마 히로아키
아오야마 히로아키(일본어: 青山 景昌, 1996년 10월 14일~)는 일본의 축구 선수이다.

## 구단 경력
그는 2020년 J3리그의 후쿠시마 유나이티드 FC에 입단했고, 2년동안 팀에서 뛰었다. 2022년 블랙타운 시티 FC로 이적했다. 2023년부터 2025년까지 마르코니 스탤리언스 FC와 퍼스 글로리 FC에서 뛰었다.